# Saint-Privat-des-Vieux
Pour les articles homonymes, voir Saint-Privat.
Saint-Privat-des-Vieux est une commune française située dans le nord du département du Gard, en région Occitanie.
Exposée à un climat méditerranéen, elle est drainée par l'Avène, l'Arias et par un autre cours d'eau.
Saint-Privat-des-Vieux est une commune urbaine qui compte 5 592 habitants en 2022, après avoir connu une forte hausse de la population depuis 1962. Elle est dans l'agglomération d'Alès et fait partie de l'aire d'attraction d'Alès. Ses habitants sont appelés les Saint-Privadens ou  Saint-Privadennes.

## Géographie
Saint-Privat-des-Vieux est situé dans les Cévennes et jouxte Alès.
Elle possède plusieurs pôles[Quoi ?] dont Mazac, Bruèges, Le Viget, Saint Alban, le Rieu et bien sûr le village.

### Communes limitrophes
Les communes limitrophes sont Alès, Méjannes-lès-Alès, Mons, Rousson, Saint-Hilaire-de-Brethmas, Saint-Julien-les-Rosiers, Saint-Martin-de-Valgalgues et Salindres.
| Saint-Martin-de-Valgalgues, Saint-Julien-les-Rosiers | Rousson                   | Salindres         |
| Alès                                                 | Saint-Privat-des-Vieux    | Mons              |
|                                                      | Saint-Hilaire-de-Brethmas | Méjannes-lès-Alès |

### Climat
Pour des articles plus généraux, voir Climat de l'Occitanie et Climat du Gard.
En 2010, le climat de la commune est de type climat méditerranéen franc, selon une étude s'appuyant sur une série de données couvrant la période 1971-2000. En 2020, Météo-France publie une typologie des climats de la France métropolitaine dans laquelle la commune est dans une zone de transition entre le climat de montagne et le climat méditerranéen et est dans la région climatique Provence, Languedoc-Roussillon, caractérisée par une pluviométrie faible en été, un très bon ensoleillement (2 600 h/an), un été chaud (21,5 °C), un air très sec en été, sec en toutes saisons, des vents forts (fréquence de 40 à 50 % de vents > 5 m/s) et peu de brouillards.
Pour la période 1971-2000, la température annuelle moyenne est de 13,4 °C, avec une amplitude thermique annuelle de 17,6 °C. Le cumul annuel moyen de précipitations est de 968 mm, avec 7,2 jours de précipitations en janvier et 3,4 jours en juillet. Pour la période 1991-2020, la température moyenne annuelle observée sur la station météorologique la plus proche, située sur la commune de Salindres à 4 km à vol d'oiseau, est de 14,0 °C et le cumul annuel moyen de précipitations est de 1 092,1 mm,. Pour l'avenir, les paramètres climatiques de la commune estimés pour 2050 selon différents scénarios d'émission de gaz à effet de serre sont consultables sur un site dédié publié par Météo-France en novembre 2022.

### Milieux naturels et biodiversité
Aucun espace naturel présentant un intérêt patrimonial n'est recensé sur la commune dans l'inventaire national du patrimoine naturel,,.

## Urbanisme

### Typologie
Au 1er janvier 2024, Saint-Privat-des-Vieux est catégorisée ceinture urbaine, selon la nouvelle grille communale de densité à sept niveaux définie par l'Insee en 2022.
Elle appartient à l'unité urbaine d'Alès, une agglomération intra-départementale regroupant 22  communes, dont elle est une commune de la banlieue,,. Par ailleurs la commune fait partie de l'aire d'attraction d'Alès, dont elle est une commune de la couronne,. Cette aire, qui regroupe 64 communes, est catégorisée dans les aires de 50 000 à moins de 200 000 habitants,.

### Occupation des sols
L'occupation des sols de la commune, telle qu'elle ressort de la base de données européenne d’occupation biophysique des sols Corine Land Cover (CLC), est marquée par l'importance des territoires agricoles (44,8 % en 2018), en diminution par rapport à 1990 (50,5 %). La répartition détaillée en 2018 est la suivante : 
zones agricoles hétérogènes (39,9 %), zones urbanisées (27,6 %), forêts (25,8 %), terres arables (4,9 %), milieux à végétation arbustive et/ou herbacée (1,6 %), zones industrielles ou commerciales et réseaux de communication (0,2 %). L'évolution de l’occupation des sols de la commune et de ses infrastructures peut être observée sur les différentes représentations cartographiques du territoire : la carte de Cassini (XVIIIe siècle), la carte d'état-major (1820-1866) et les cartes ou photos aériennes de l'IGN pour la période actuelle (1950 à aujourd'hui).

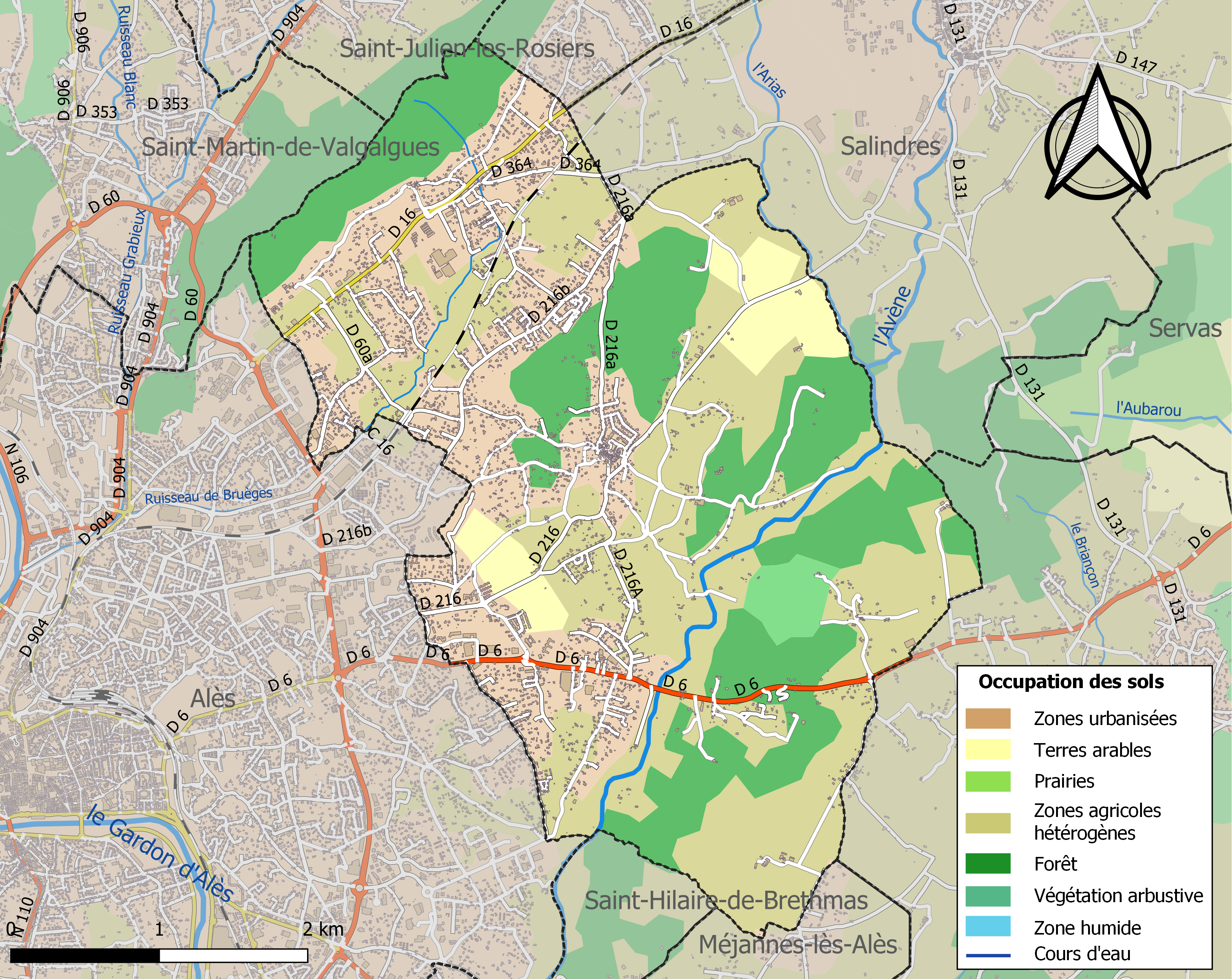
Carte des infrastructures et de l'occupation des sols de la commune en 2018 (CLC).

### Risques majeurs
Le territoire de la commune de Saint-Privat-des-Vieux est vulnérable à différents aléas naturels : météorologiques (tempête, orage, neige, grand froid, canicule ou sécheresse), inondations, feux de forêts, mouvements de terrains et séisme (sismicité faible). Il est également exposé à deux risques technologiques, le transport de matières dangereuses et  le risque industriel, et à un risque particulier : le risque de radon. Un site publié par le BRGM permet d'évaluer simplement et rapidement les risques d'un bien localisé soit par son adresse soit par le numéro de sa parcelle.

#### Risques naturels
La commune fait partie du territoire à risques importants d'inondation (TRI) d'Alès, regroupant 37 communes autour d'Alès, un des 31 TRI qui ont été arrêtés fin 2012 sur le bassin Rhône-Méditerranée, retenu au regard des risques de débordements de la Cèze et des Gardons. Parmi les dernières crues significatives qui ont touché le territoire figurent celles de 1958 et de septembre 2002. Des cartes des surfaces inondables ont été établies pour trois scénarios : fréquent (crue de temps de retour de 10 ans à 30 ans), moyen (temps de retour de 100 ans à 300 ans) et extrême (temps de retour de l'ordre de 1 000 ans, qui met en défaut tout système de protection),. La commune a été reconnue en état de catastrophe naturelle au titre des dommages causés par les inondations et coulées de boue survenues en 1982, 1987, 1988, 1993, 1995, 1997, 2002, 2014 et 2015,.

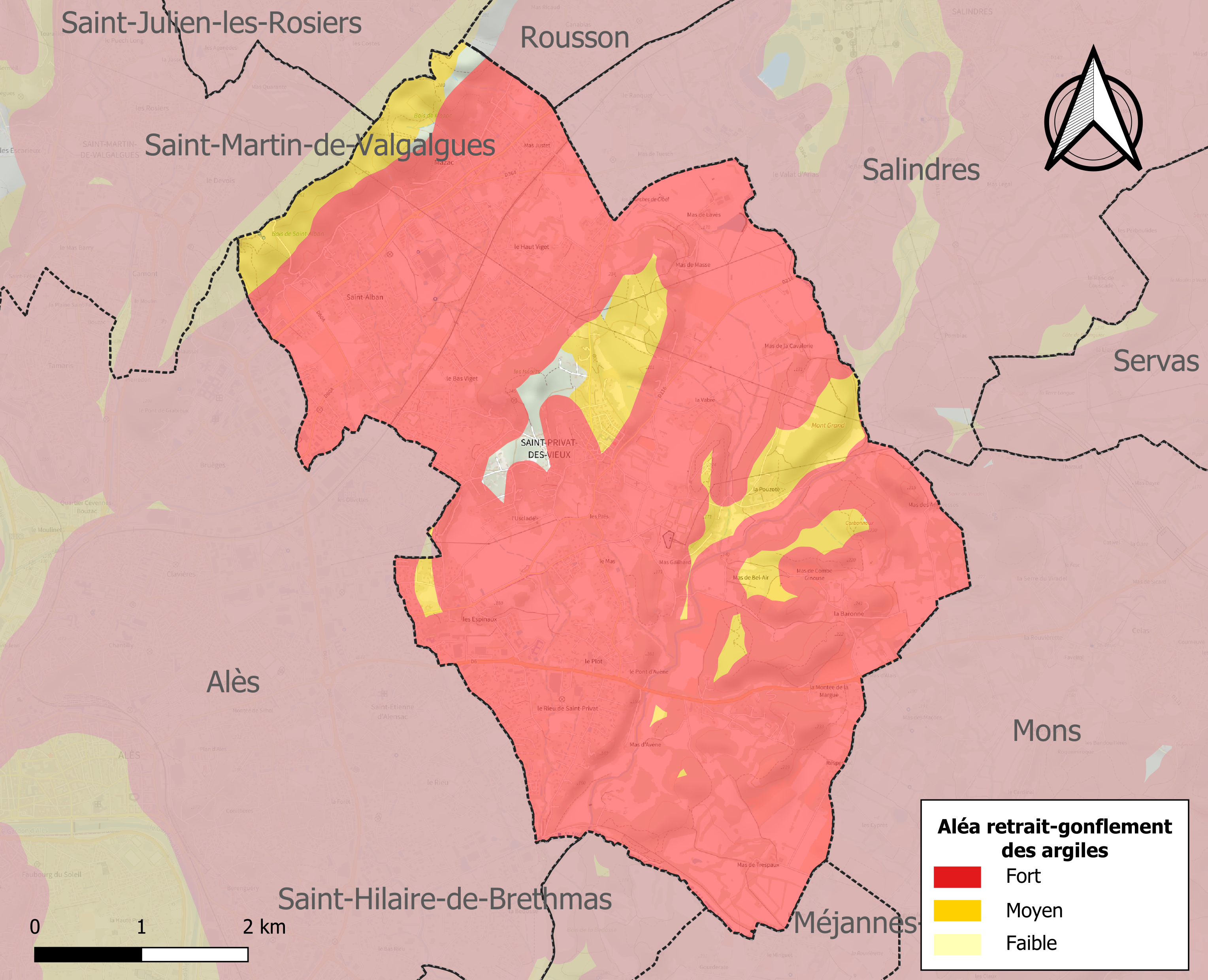
Carte des zones d'aléa retrait-gonflement des sols argileux de Saint-Privat-des-Vieux.

La commune est vulnérable au risque de mouvements de terrains constitué principalement du retrait-gonflement des sols argileux. Cet aléa est susceptible d'engendrer des dommages importants aux bâtiments en cas d’alternance de périodes de sécheresse et de pluie. 98,3 % de la superficie communale est en aléa moyen ou fort (67,5 % au niveau départemental et 48,5 % au niveau national). Sur les 2 076 bâtiments dénombrés sur la commune en 2019, 2047 sont en aléa moyen ou fort, soit 99 %, à comparer aux 90 % au niveau départemental et 54 % au niveau national. Une cartographie de l'exposition du territoire national au retrait gonflement des sols argileux est disponible sur le site du BRGM,.
Par ailleurs, afin de mieux appréhender le risque d’affaissement de terrain, l'inventaire national des cavités souterraines permet de localiser celles situées sur la commune.

#### Risques technologiques
La commune est exposée au risque industriel du fait de la présence sur son territoire d'une entreprise soumise à la directive européenne SEVESO.
Le risque de transport de matières dangereuses sur la commune est lié à sa traversée par des infrastructures routières ou ferroviaires importantes ou la présence d'une canalisation de transport d'hydrocarbures. Un accident se produisant sur de telles infrastructures est en effet susceptible d’avoir des effets graves au bâti ou aux personnes jusqu’à 350 m, selon la nature du matériau transporté. Des dispositions d’urbanisme peuvent être préconisées en conséquence.

#### Risque particulier
Dans plusieurs parties du territoire national, le radon, accumulé dans certains logements ou autres locaux, peut constituer une source significative d’exposition de la population aux rayonnements ionisants. Certaines communes du département sont concernées par le risque radon à un niveau plus ou moins élevé. Selon la classification de 2018, la commune de Saint-Privat-des-Vieux est classée en zone 2, à savoir zone à potentiel radon faible mais sur lesquelles des facteurs géologiques particuliers peuvent faciliter le transfert du radon vers les bâtiments.

## Histoire
Au cours de la Révolution française, la commune porte provisoirement le nom de La Font-le-Vieux.(Durant au moins trois siècles, les différents seigneur de Saint-Privat ont appartenu à la famille "Des Vieux".) En 1813, la commune absorbe celle voisine de Saint-Alban qui, au cours de la Révolution française, porta provisoirement le nom de Marat-de-Bruège. En 1881 il y en avait 973 habitants en 1954 il y en avait 1432 maintenant 5 117 habitants .

## Héraldique
| Blason de Saint-Privat-des-Vieux | Blason  | De vair à la fasce losangée d'argent et de gueules. |
| Blason de Saint-Privat-des-Vieux | Détails | Le statut officiel du blason reste à déterminer.    |

## Politique et administration

### Rattachements électoraux
Pour l'élection des députés, elle fait partie de la quatrième circonscription du Gard.

### Liste des maires
| Période                                  | Période   | Identité           | Étiquette    | Qualité |
| ---------------------------------------- | --------- | ------------------ | ------------ | --- |
| mars 1965                                | mars 1983 | Georges Brun       | DVD          | Conseiller général du canton d'Alès-Nord-Est (1964 → 1970)                                                                            |
| mars 1983                                | juin 1995 | Louis Chazalon     |              | Cadre retraité de la Caisse d'épargne                                                                                                 |
| juin 1995                                | mars 2008 | Jean-Claude Archer | SE           | Vice-président du Grand Alès |
| mars 2008                                | en cours  | Philippe Ribot     | DVD puis UDI | Cadre commercial Conseiller départemental du canton d'Alès-2 (2015 → ) 7e vice-président d'Alès Agglomération (2017 → ) Réélu en 2014 |
| Les données manquantes sont à compléter. |           |                    |              | |

## Démographie
L'évolution du nombre d'habitants est connue à travers les recensements de la population effectués dans la commune depuis 1793. Pour les communes de moins de 10 000 habitants, une enquête de recensement portant sur toute la population est réalisée tous les cinq ans, les populations de référence des années intermédiaires étant quant à elles estimées par interpolation ou extrapolation. Pour la commune, le premier recensement exhaustif entrant dans le cadre du nouveau dispositif a été réalisé en 2007.

En 2022, la commune comptait 5 592 habitants, en évolution de +8,6 % par rapport à 2016 (Gard : +2,97 %, France hors Mayotte : +2,11 %).
| 1793 | 1800 | 1806 | 1821 | 1831 | 1836 | 1841 | 1846 | 1851 |
| ---- | ---- | ---- | ---- | ---- | ---- | ---- | ---- | ---- |
| 650  | 313  | 301  | 508  | 678  | 699  | 712  | 769  | 846  |

| 1856 | 1861 | 1866 | 1872 | 1876 | 1881 | 1886  | 1891  | 1896  |
| ---- | ---- | ---- | ---- | ---- | ---- | ----- | ----- | ----- |
| 883  | 900  | 903  | 906  | 927  | 973  | 1 025 | 1 003 | 1 063 |

| 1901  | 1906  | 1911  | 1921  | 1926  | 1931  | 1936  | 1946  | 1954  |
| ----- | ----- | ----- | ----- | ----- | ----- | ----- | ----- | ----- |
| 1 048 | 1 095 | 1 144 | 1 244 | 1 348 | 1 353 | 1 268 | 1 332 | 1 432 |

| 1962  | 1968  | 1975  | 1982  | 1990  | 1999  | 2006  | 2007  | 2012  |
| ----- | ----- | ----- | ----- | ----- | ----- | ----- | ----- | ----- |
| 1 651 | 2 020 | 2 608 | 3 345 | 3 892 | 4 064 | 4 314 | 4 349 | 4 890 |

| 2017  | 2022  | - | - | - | - | - | - | - |
| ----- | ----- | - | - | - | - | - | - | - |
| 5 182 | 5 592 | - | - | - | - | - | - | - |

## Économie

### Revenus
En 2018  (données Insee publiées en septembre 2021), la commune compte 2 300 ménages fiscaux, regroupant 5 341 personnes. La médiane du revenu disponible par unité de consommation est de 21 780 € (20 020 € dans le département). 52 % des ménages fiscaux sont imposés (43,9 % dans le département).

### Emploi
|                | 2008   | 2013  | 2018  |
| -------------- | ------ | ----- | ----- |
| Commune        | 7,1 %  | 8,2 % | 9,7 % |
| Département    | 10,6 % | 12 %  | 12 %  |
| France entière | 8,3 %  | 10 %  | 10 %  |

En 2018, la population âgée de 15 à 64 ans s'élève à 3 015 personnes, parmi lesquelles on compte 73,4 % d'actifs (63,8 % ayant un emploi et 9,7 % de chômeurs) et 26,6 % d'inactifs,. Depuis 2008, le taux de chômage communal (au sens du recensement) des 15-64 ans est inférieur à celui de la France et du département.
La commune fait partie de la couronne de l'aire d'attraction d'Alès, du fait qu'au moins 15 % des actifs travaillent dans le pôle,. Elle compte 1 478 emplois en 2018, contre 1 505 en 2013 et 1 502 en 2008. Le nombre d'actifs ayant un emploi résidant dans la commune est de 1 942, soit un indicateur de concentration d'emploi de 76,1 % et un taux d'activité parmi les 15 ans ou plus de 51,2 %.
Sur ces 1 942 actifs de 15 ans ou plus ayant un emploi, 432 travaillent dans la commune, soit 22 % des habitants. Pour se rendre au travail, 92,7 % des habitants utilisent un véhicule personnel ou de fonction à quatre roues, 1,3 % les transports en commun, 3 % s'y rendent en deux-roues, à vélo ou à pied et 3 % n'ont pas besoin de transport (travail au domicile).

### Activités hors agriculture

#### Secteurs d'activités
361 établissements sont implantés  à Saint-Privat-des-Vieux au 31 décembre 2019. Le tableau ci-dessous en détaille le nombre par secteur d'activité et compare les ratios avec ceux du département,.
| Secteur d'activité                                                                                        | Commune | Commune | Département |
| Secteur d'activité                                                                                        | Nombre  | %       | %           |
| --- | ------- | ------- | ----------- |
| Ensemble                                                                                                  | 361     | 100 %   | (100 %)     |
| Industrie manufacturière, industries extractives et autres                                                | 33      | 9,1 %   | (7,9 %)     |
| Construction                                                                                              | 66      | 18,3 %  | (15,5 %)    |
| Commerce de gros et de détail, transports, hébergement et restauration                                    | 99      | 27,4 %  | (30 %)      |
| Information et communication                                                                              | 8       | 2,2 %   | (2,2 %)     |
| Activités financières et d'assurance                                                                      | 10      | 2,8 %   | (3 %)       |
| Activités immobilières                                                                                    | 15      | 4,2 %   | (4,1 %)     |
| Activités spécialisées, scientifiques et techniques et activités de services administratifs et de soutien | 48      | 13,3 %  | (14,9 %)    |
| Administration publique, enseignement, santé humaine et action sociale                                    | 54      | 15 %    | (13,5 %)    |
| Autres activités de services                                                                              | 28      | 7,8 %   | (8,8 %)     |

Le secteur du commerce de gros et de détail, des transports, de l'hébergement et de la restauration est prépondérant sur la commune puisqu'il représente 27,4 % du nombre total d'établissements de la commune (99 sur les 361 entreprises implantées  à Saint-Privat-des-Vieux), contre 30 % au niveau départemental.

#### Entreprises et commerces
Les cinq entreprises ayant leur siège social sur le territoire communal qui génèrent le plus de chiffre d'affaires en 2020 sont : 
- SNR Cevennes, fabrication d'engrenages et d'organes mécaniques de transmission (44 034 k€)
- Cepham, supermarchés (6 340 k€)
- Maisons Kara, construction de maisons individuelles (4 255 k€)
- Sud-Est Metal Service SARL - Sems, autres commerces de détail spécialisés divers (416 k€)
- Holding Bimar, gestion de fonds (168 k€)

### Agriculture
Le nombre d'exploitations agricoles en activité et ayant leur siège dans la commune est de 8 lors du recensement agricole de 2020 et la surface agricole utilisée de 646 ha,.

## Culture locale et patrimoine

### Lieux et monuments

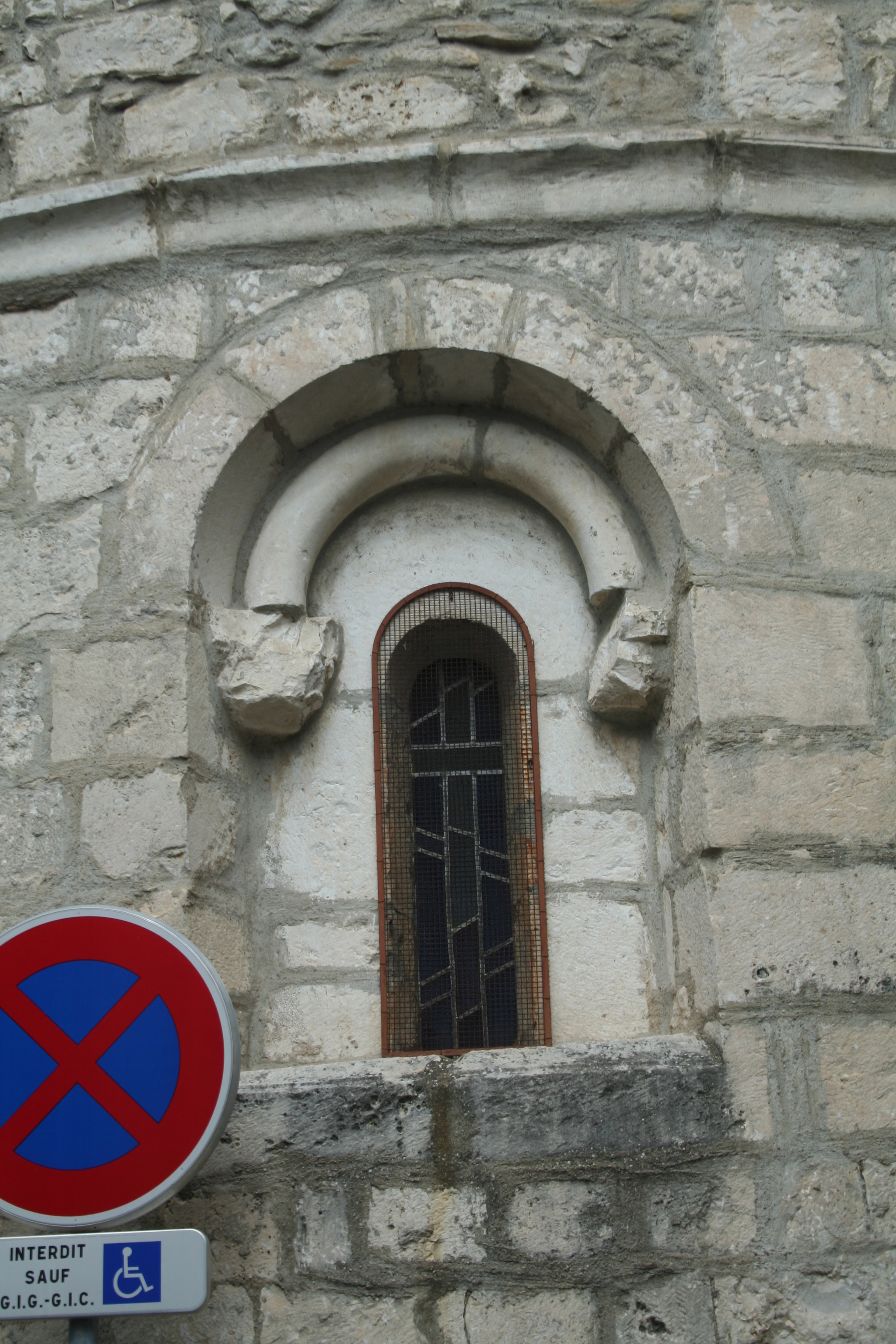
Fenêtre romane du chevet de l'église.

- Église Saint-Jean de Saint-Privat-des-Vieux, de style roman[32], incendiée le 23 décembre 1702, restaurée en 1966 (intérieur) et 1989-1990 (extérieur). Mentionnée en 1211 : Sancti Privati de Viell et en 1314 : Sancti Privati de Veteribus. Appelée en l'an III de la Révolution : La Font des Vieux.
- Chapelle Saint-Alban de Saint-Privat-des-Vieux[33].